# Kranów
Kranów – wieś w Polsce położona w województwie świętokrzyskim, w powiecie kieleckim, w gminie Daleszyce.
W latach 1975–1998 miejscowość administracyjnie należała do województwa kieleckiego.
Przez miejscowość przebiegała droga wojewódzka nr 764 do 2019 r.
Dojazd z Kielc zapewniają autobusy komunikacji miejskiej linii 11.